# Ulica Bohaterów Warszawy w Warszawie
Ulica Bohaterów Warszawy (dawniej Józefa Piłsudskiego, Józefa Stalina) – jedna z ulic warszawskiego Ursusa o długości ok. 1,1 km. 

## Opis
Ulica została wybudowana w 1927 roku. Do 1949 roku ulica nosiła imię Józefa Piłsudskiego, a w latach 1949-1957 Józefa Stalina. Po 1957 nazwę zmieniono na obowiązującą obecnie: Bohaterów Warszawy. 
Przy ulicy Bohaterów Warszawy zachowało się kilka budynków wybudowanych w okresie dwudziestolecia międzywojennego.